# Kāhili

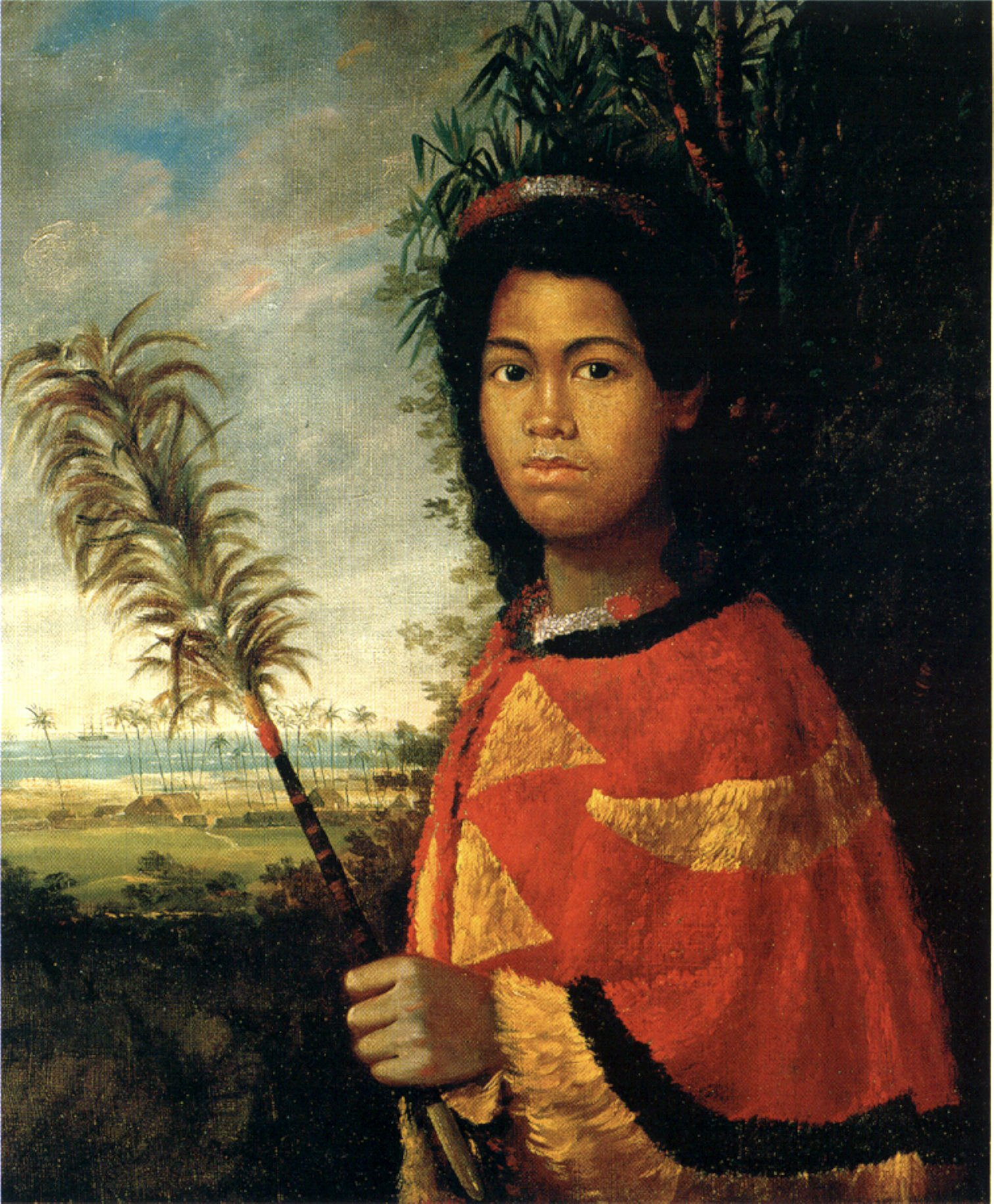
Retrato da princesa Nāhiʻenaʻena segurando a kāhili real emplumada, de Robert Dampier

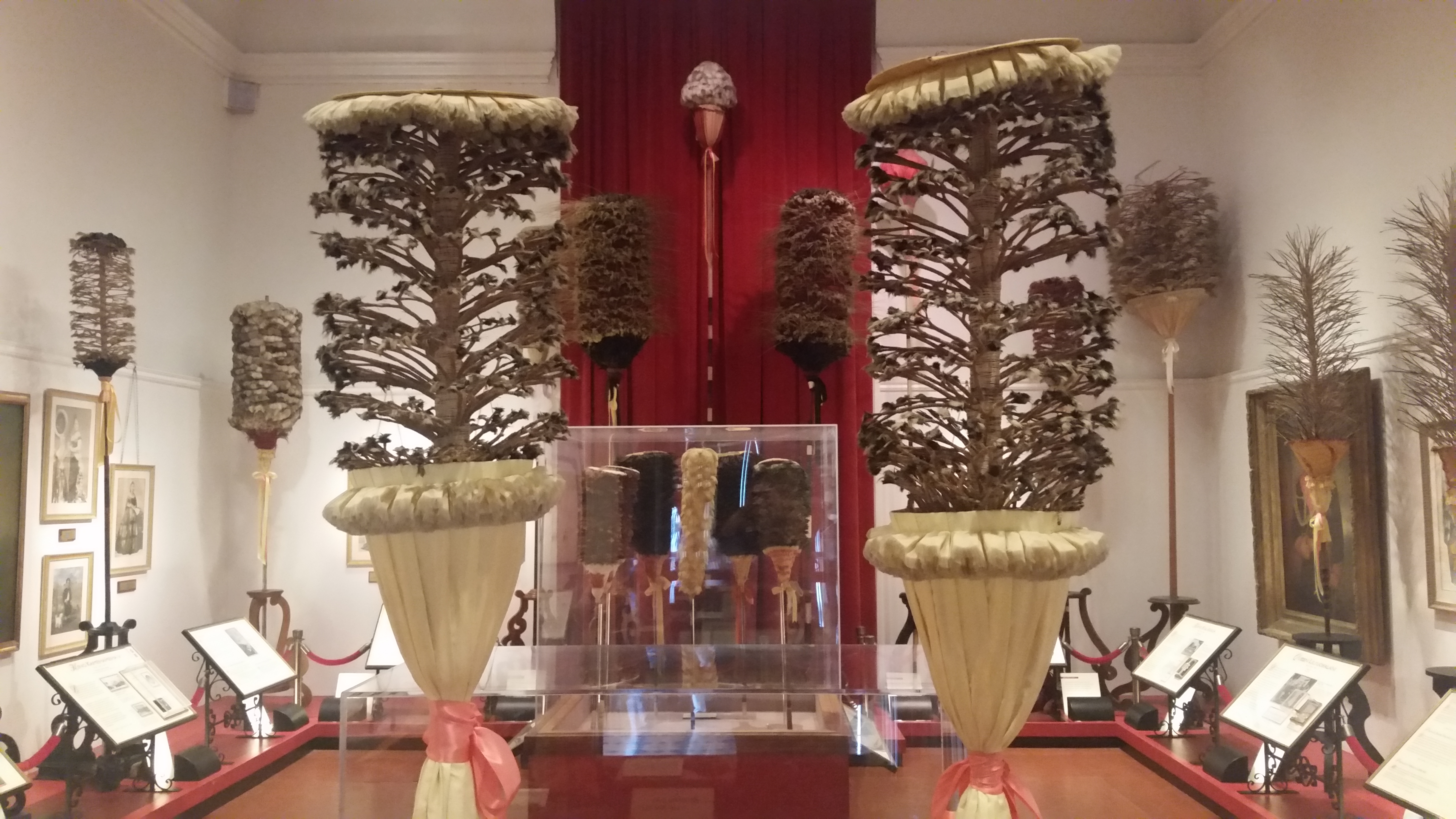
Sala Kāhili do Museu do Bispo

Um kāhili é um símbolo dos chefes e famílias aliʻi das ilhas havaianas. Foi considerado pelos Kamehamehas como um estandarte real havaiano e usado pelas Famílias Reais para indicar sua linhagem.

## História
O kāhili tem sido um símbolo dos chefes havaianos aliʻi e das casas nobres das ilhas havaianas. Um portador de kāhili ( pa'a-kāhili ) é aquele que carrega ou carrega o estandarte do súdito real. O kāhili significava o poder das divindades. O Ali'i cercou-se com o estandarte. Foi feito com os longos ossos de um rei inimigo e decorado com penas de aves de rapina. O Brasão Real do Reino do Havaí mostra o gêmeo Kameʻeiamoku segurando um estandarte de penas. Entre as peças coletadas nas viagens do capitão Cook havia numerosos artefatos de penas, incluindo 7 kāhili do desenho normal antes da influência europeia. Em 1825, enquanto estava a bordo do navio visitante que devolvia os restos mortais de Kamehameha II da Inglaterra, Robert Dampier pintou um retrato da princesa Nāhiʻenaʻena segurando o estandarte real de penas.
O Museu do Bispo, fundado em 1889, exibe uma extensa coleção de estandartes emplumados, juntamente com retratos dos monarcas do século XIX. Sua coleção é exibida na "Sala Kāhili".

## portador deKāhili

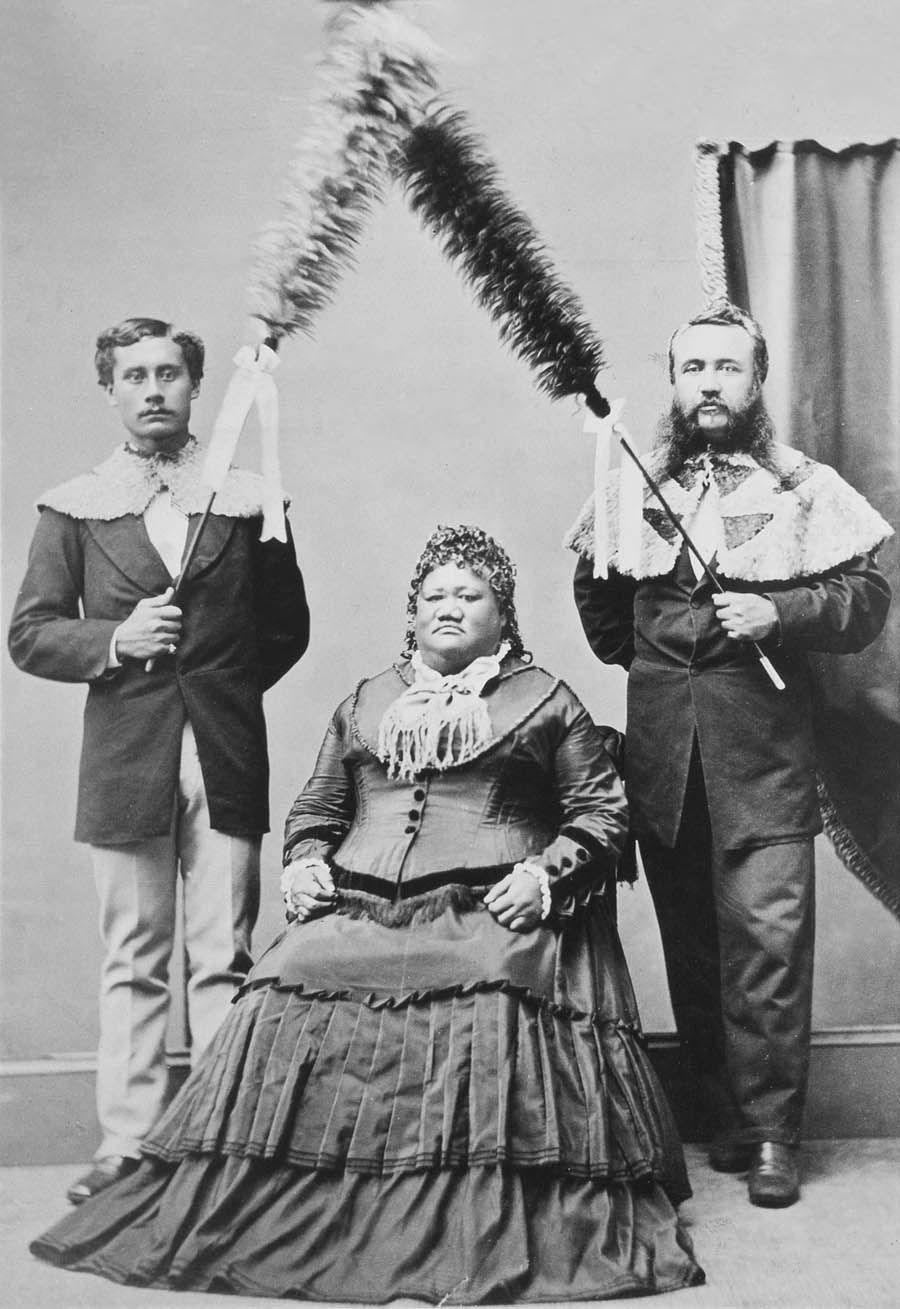
Portadores Kāhili para Sua Alteza Keʻelikōlani

Apenas o ali'i tinha o direito de possuir kāhili ; Era considerado um estado-maior. Um pa'a-kāhili (portador de kāhili) seguia o rei aonde quer que ele fosse. O estandarte poderia ser usado como uma escova para moscas e acenado sobre o nobre adormecido. Um ha'aku'e era um portador de kāhili do mesmo sexo da pessoa a quem servia. O papel era semelhante ao de um escudeiro ou pajem.

### Ritos funerários
O hana lawelawe do pa'a-kāhili é um dever ritual importante no funeral de um nobre havaiano. Desde o momento em que o corpo é colocado até o momento em que é enterrado, os portadores acenam com o kāhili acima do falecido. Três dos quatro portadores de kāhili ficam de cada lado e, em intervalos regulares, elevam os estandartes acima do corpo até encontrarem o bastão emplumado oposto do outro lado. Os estandartes são então acenados para a direita, esquerda e depois para cima, enquanto cantos genealógicos são cantados detalhando os feitos da figura e seus ancestrais. Quando o corpo é transportado de casa para a igreja, o carro fúnebre é cercado por portadores de kāhili. Uma vez na capela o ritual continua, assim como durante a transferência do falecido para o cemitério. No funeral do bispo Bernice Pauahi, 150 kāhili pretos foram carregados e exibidos.

## Construindo
A fabricação de penas é algo que foi trazido para as ilhas pelos primeiros viajantes polinésios, no entanto, o Havaí tem os exemplos mais avançados. As penas de pequenos pássaros que eram tidos em alta consideração por seu significado religioso eram usadas na confecção de várias insígnias dos chefes havaianos. O ʻahu ʻula, mahiole, kāhili e outros objetos do aliʻi foram feitos com essas penas sagradas. Um artesão habilidoso seria usado para criar esses itens específicos. O ofício era um forte vínculo hereditário e foi passado para as gerações mais jovens por especialistas mais velhos. Os poʻe hahai manu eram os especialistas em coleta de penas e passavam meses caçando na floresta. Coletar as penas às vezes era feito por gerações.